# Областни управители на Гревена
Това е списък на областните управители (номарси) на югозападния македонския град Гревена, Гърция. Ном Гревена е основан на 30 октомври 1964 година със Закон №. 4398 Законодателен указ „За създаването на номите Пирея и Гревена и някои други разпоредби“, след отделянето на ном Гревена от ном Кожани, както и на дем Дескати и демовите секции с център Дасохори и Параскеви от ном Лариса.
В същото време е създадена номархия и е институционализирана длъжността на номарх (областен управител), политическа позиция в публичната администрация, която отговаря за администрирането на местни въпроси на ниво ном. Той е назначен от тогавашното правителство, а седалището на номарха е град Гревена. От 1994 година до премахването на институцията на 31 декември 2010 година областният управител се избира от народа. Първият избран номарх на Гревена е Андонис Пецас.
Ном Гревена престава да съществува на 31 декември 2010 година, когато номите в Гърция са премахнати и интегрирани в областни единици по закона „Каликратис“. 
Заместник областният управител на Гревена може да се смята за наследник на номарха.

## Назначени областни управители
Списък на назначените номарси на Гревена от 1964 до 1994 година. Номарсите от периода април 1967 – юли 1974 година са назначени от хунтата.
| Име                              | Име                          | Години                      | Бележка |
| -------------------------------- | ---------------------------- | --------------------------- | --- |
| Теодорос Багланеас               | Θεόδωρος Μπαγλανέας          | 22 ноември 1964 – 1965      | Адвокат. Първият номарх на ном Гревена, служи и като номарх на Пела (края на 1940-те), Лерин (1957 - 1958), Илия, Кавала (1945 и 1958 - 1962) и Кожани (1962 - 1964).            |
| Исидорос Сидиропулос             | Ισίδωρος Σιδηρόπουλος        | 1965 – 1966                 | Номарх на Корфу в 1962 година, на Етолоакарнания в 1965 година и на Ксанти от 1966 до 1967 година.                                                                               |
| Харилаос Додос                   | Χαρίλαος Δώδος               | 26 ноември 1966 – 1967      | Номарх на Лерин (1949), Еврос (1951) и Ксанти (1964 - 166). Пенсионира се поради ограничение на възрастта в 1967 година.                                                         |
| Георгиос Сиветидис               | Γεώργιος Σιβετίδης           | 1967                        | Първи мандат. Номарх на Сяр в 1965 година, на Халкидики (април - май 1965), на Евритания до 1967 година и на Пиерия в 1974- 1976 година.                                         |
| Димостенис Ясонидис              | Δημοσθένης Ιασονίδης         | 1967 – май 1967             | Уволнен от хунтата през май 1967 година. |
| Йоанис Мазаракис-Ениан           | Ιωάννης Μαζαράκης-Αινιάν     | май 1967 – 1967             | Син на андарта Константинос Мазаракис-Ениан. Номарх на Костур (1962 - 1967). Директор на Националния и исторически музей на Гърция                                               |
| Аргириос Аргириадис              | Αργύριος Αργυριάδης          | 1967 – 1968                 | През декември 1968 година е преместен в ном Кожани, а в 1969 година в ном Аркадия.                                                                                               |
| Константинос Сарипапас           | Κωνσταντίνος Σαρήπαπας       | 1968 – 25 юли 1974          | Уволнен в 1974 година. |
| Георгиос Сиветидис или Севетидис | Γεώργιος Σιβετίδης/Σεβετίδης | август 1974 – октомври 1974 | Впоследствие става областен управител на Пиерия и се пенсионира. |
| Александрос Казоглис             | Αλέξανδρος Κάζογλης          | март 1975 – февруари 1976   | Областен управител на Беотия в 1976 година и на Атика в 1981 - 1982 година. |
| Христос Гулас                    | Χρήστος Γούλας               | 1976                        | Законно избран от правителството. След Гревена, номарх на Лесбос в 1976 година.                                                                                                  |
| Димитриос Аврамидис              | Δημήτριος Αβραμίδης          | 1977 – 1979                 | |
| Атанасиос Раптис                 | Αθανάσιος Ράπτης             | 1979 – 1981                 | Роден е в Алистрат, Серско. Номарх на Корфу в 1976 година. |
| Апостолос Хондронасиос           | Απόστολος Χονδρονάσιος       | 1981 – 1985                 | Кмет на Никея (1964 - 1967 и 1975 - 1978), номарх на Кос и Наксос |
| София Харитиду                   | Σοφία Χαριτίδου              | 1985 – 1987                 | Родена в Солун, тя е първата жена номарх на Гревена. Преди това е областна управителка на Кефалония и Итака от 1983 до 1985 година. Избрана е за депутат от ПАСОК в 1996 година. |
| Стефанос Патраманис              | Στέφανος Πατραμάνης          | 1987 – 1990                 | Икономист, служи и като областен управител на Трикала. |
| Йоргос Кацохис                   | Γιώργος Κατσώχης             | 1990 – 1993                 | По произход от Гревена. Умира на 22 ноември 2005 година от инфаркт. |

## Избрани областни управители
| Име                 | Име                   | Години                           | Бележка |
| ------------------- | --------------------- | -------------------------------- | --- |
| Андонис Пецас       | Αντώνης Πέτσας        | 1995 – 2002                      | Първият избран номарх на Гревена, кмет на Дескати. Избран е в 1994 година с 56,46% (като независим с подкрепата на Коалицията и Комунистическата партия на Гърция) и с процент от 50,1% на изборите в 1998 година, надделявайки над Николаос Цирос (49,9%). |
| Димитрис Рингос     | Δημήτρης Ρίγγος       | 2003 – 2006                      | Лекар. Избран е на местните избори в 2002 година с 51,6% от гласовете на първи тур. |
| Димостенис Купцидис | Δημοσθένης Κουπτσίδης | 1 януари 2007 – 31 декември 2010 | Последният номарх на Гревена в историята. Кмет на Гревена в 2011 - 2014 година. |

## Заместник областни управители
| Име                  | Име                  | Години                  | Бележка |
| -------------------- | -------------------- | ----------------------- | --- |
| Георгиос Дастаманис  | Γεώργιος Δασταμάνης  | 2011 – 2014             | Първият избран заместник областен управител на Гревена. Роден е в гревенското село Микроливадо и е лекар рентгенолог. Избран е за кмет на Гревена в 2014 година. |
| Вангелис Симандракос | Βαγγέλης Σημανδράκος | 2014 – 2019             | Роден е в Кипурио, по произход от Антракия. Завършва Солунския университет.                                                                                      |
| Янис Яциос           | Γιάννης Γιάτσιος     | 2019 – 2021             | Избран в 2019 година. |
| Танасис Фолинас      | Θανάσης Φωλίνας      | 2021 – 31 декевмри 2022 | |
| Йоанис Цакнакис      | Ιωάννης Τσακνάκης    | 1 януари 2024 – днес    | |